# Xaman (novel·la)
Xaman (títol original en anglès Shaman) és una novel·la publicada l'any 1992 escrita per l'escriptor estatunidenc Noah Gordon. Xaman és el segon volum de la trilogia de la família Cole (Cole Family Saga). És una novel·la històrica ambientada als Estats Units, que ha estat guardonada amb el premi James Fenimore Cooper.

## Argument
Aquesta novel·la segueix la història de dues generacions Cole, pare i fill. Comença quan Robert Judson Cole, conegut com a Rob J, deixa enrere la seva Escòcia natal i emigra a Boston, Estats Units, a causa d'uns conflictes polítics. Allà s'instal·la i treballa com a assistent d'un prestigiós doctor. Manté una relació casual amb una criada, però a causa d'un imprevist i uns dies tensos decideix marxar cap a Illinois. S'estableix a unes terres encara no colonitzades i estableix relació amb els indis sauk de la zona, sent anomenat per ells gràcies a les seves habilitats com a “xaman blanc”. Rob J aconsegueix curar de pedres de ronyó a Sarah Bedsoe, una dona que viu amb els indis sauk. Després de l'operació, comencen una relació que acaba amb matrimoni, i Rob J adopta al fill de Sarah, Àlex. També tenen un fill propi, anomenat Robert Jefferson Cole i a qui li diuen “xaman”. A partir d'aquest instant, la història es va centrant progressivament cap a Xaman, i menys cap a Rob J. A causa d'una malaltia, Xaman es queda sord. La història continua relatant els conflictes amb què Xaman es troba intentant convertir-se en metge tal com el seu pare, i altres conflictes culturals. També relata els avenços mèdics de l'època.

## Autor
Noah Gordon (1926-2021) va ser un escriptor guardonat amb múltiples premis de diferents països per vàries de les seves novel·les. Es va llicenciar amb Lletres i Periodisme a la Universitat de Boston. Ha estat autor de best-sellers, del qual el més famós i reconegut és El Metge, una novel·la també adaptada cinematogràficament. Xaman i La Doctora Cole han estat les dues novel·les que han seguit aquesta en la trilogia de la família Cole. També ha escrit altres llibres remarcables, com El Rabí o El Celler.

## Premis i reconeixement
- Premi James Fenimoore Cooper (Society of American Historians Prize for Historical Fiction): Guardonada amb aquest premi l'any 1992.[4]
- “Notable book” de The New York Times. Guardonada amb aquest reconeixement l'any 1993.[5]